# 김오규
김오규(한국 한자: 金吾奎, 1989년 6월 20일 ~ )는 대한민국 축구 선수이다. 현재 서울 이랜드 FC 소속이며 포지션은 수비수이다.

## 축구인 경력

### 선수 경력
강릉농공고등학교 축구부 시절 공격수에서 중앙 수비수로 보직을 변경하였다. 이후 관동대학교를 거쳐 2011 시즌을 앞두고 열린 K리그 드래프트에서 1순위로 강원 FC에 지명되었다. 데뷔 시즌엔 리그 1경기 출전에 그쳤지만 이듬해 주전으로 도약하여 중앙 수비 또는 오른쪽 풀백으로 리그 33경기에 출전하였다. 이후 2014 시즌 강원의 주장으로 선임되었다.
2015 시즌을 앞두고 병역 의무 이행을 위해 상주 상무에 입단하였다.
2019년 6월 30일 인천 유나이티드와의 경기에서 선발 출장되어 K리그 승강 PO, FA컵 포함해서 강원 FC 소속으로 200경기를 소화했다.
2020년 7월 2일 제주 유나이티드 FC에 입단하였다.
2024시즌을 앞두고 서울 이랜드 FC에 입단했다.